# Panemunis
Panemunis è una città del distretto di Rokiškis della contea di Panevėžys, nel nord-est della Lituania. Secondo un censimento del 2011, la popolazione ammonta a 231 abitanti.
Si sviluppa 6 km a nord est di Pandėlys. Il fiume Nemunėlis attraversa la città.

## Storia
Il maniero Panemunys fu fondato nel XIX secolo, mentre l’insediamento è stato citato per la prima volta in atti ufficiali già nel 1598. Nel 1777 si cita una chiesa (già costruita in passato) che una scuola religiosa.
Dal 1905 al 1907, vi furono diversi episodi di ribellioni, repressi dall’Impero russo con cannoni di artiglieria. Nel 1915, durante la Grande Guerra scoppiò un incendio. Il centro seppe riprendersi quando un anno dopo fu costruita la ferrovia a scartamento ridotto tra Skapiškis e Suvainiškis (operativa fino al 1960).
Nel periodo tra le due guerre, fu aperta una distilleria, un mulino, una piccola cooperativa, diversi negozi e artigiani operanti. Il 12 dicembre 1944, l’insediamento fu occupato da circa 300 partigiani lituani una volta allontanati i nazisti.
Costituitasi la RSS Lituana, Panemunis divenne sede di fattorie collettive. Più tardi, furono edificate una biblioteca e una Casa della cultura.